# Air (2023)
Air is een Amerikaanse biografische sportdramafilm uit 2023, geregisseerd door Ben Affleck en geschreven door Alex Convery. De hoofdrollen zijn voor Matt Damon, Ben Affleck, Jason Bateman, Marlon Wayans, Chris Messina, Chris Tucker en Viola Davis. Het is gebaseerd op waargebeurde gebeurtenissen over de oorsprong van Air Jordan, een basketbalschoenlijn, waarvan een medewerker van Nike, Inc. een zakelijke deal probeert te sluiten met de jonge Michael Jordan.
Air ging op 18 maart 2023 in wereldpremière in South by Southwest en werd op 5 april 2023 uitgebracht in de Verenigde Staten door Amazon Studios, waarmee het de eerste film is die Amazon in de bioscoop heeft uitgebracht zonder gelijktijdig in première te gaan op Prime Video sinds Late Night (2019). De film kreeg goede kritieken.

## Verhaal
Sonny Vaccaro, een schoenenverkoper bij Nike, probeert nieuwkomer Michael Jordan te contracteren voor een deal om hun schoenen te dragen.

## Cast
| Rol             | Acteur           | Nederlandse stem     |
| --------------- | ---------------- | -------------------- |
| Sonny Vaccaro   | Matt Damon       | Mark Omvlee          |
| Phil Knight     | Ben Affleck      | Ruben Lürsen         |
| Stu Inman       | Tom Papa         |                      |
| David Falk      | Chris Messina    | Dennis Willekens     |
| Deloris Jordan  | Viola Davis      | Leona Philippo       |
| George Raveling | Marlon Wayans    | Rogier Komproe       |
| Horst Dassler   | Gustaf Skarsgård |                      |
| Howard White    | Chris Tucker     | Emmanuel Ohene Boafo |
| James Jordan    | Julius Tennon    | Mike Ho Sam Sooi     |
| Joe Dean        | Michael O’Neill  |                      |
| Kathy Dassler   | Barbara Sukowa   |                      |
| Peter Moore     | Matthew Maher    | Florus van Rooijen   |
| Richard         | Dan Bucatinsky   |                      |
| Rob Strasser    | Jason Bateman    | Jelle Amersfoort     |
| Katrina Sainz   | Jessica Green    |                      |

## Productie
Het script is in 2021 geschreven door Alex Convery en verscheen op de zwarte lijst van dat jaar onder de titel Air Jordan. In april 2022 werd gemeld dat het script was opgepikt in Amazon Studios, waarbij Ben Affleck en Matt Damon samen een hoofdrol zouden spelen, terwijl Affleck zou regisseren.
Het filmen begon op 6 juni 2022 in Los Angeles, met onder meer Jason Bateman, Viola Davis, Chris Tucker, Marlon Wayans en Chris Messina aan de cast. Robert Richardson diende als cameraman en gebruikte de Arri Alexa 35-camera om mee te filmen. De opnames eindigden in juli 2022. Dezelfde maand werd aangekondigd dat Joel Gretsch, Gustaf Skarsgård en Jessica Green tot de cast behoorden. Het personage van Michael Jordan komt echter niet in de film voor.
Hoewel hij niet direct betrokken was bij de film, ontmoette Michael Jordan Ben Affleck voorafgaand aan de start van de productie en gaf hij zijn zegen aan het project. De casting van Viola Davis was zijn idee. Jordan verzocht ook om Howard White, vice-president van Nike's Jordan Brand en zijn persoonlijke vriend, in de film op te nemen. Dit leidde er direct toe dat Affleck Chris Tucker castte, met wie hij al lang wilde werken.

## Release
Air staat gepland voor een brede bioscooprelease in de Verenigde Staten en Canada op 5 april 2023, de eerste die Amazon heeft gegeven sinds Late Night uit 2019. Warner Bros. Afbeeldingen zal de internationale theatrale en wereldwijde fysieke thuismedia-release van de film afhandelen.
Amazon zal de film voordat hij wereldwijd op Prime Video komt ook langer in de zalen spelen dan bij hun eerdere beperkte bioscoopreleases. Deze beslissing zou er ook toe leiden dat Amazon United Artists Releasing zou sluiten en zijn activiteiten zou samenvoegen in Metro-Goldwyn-Mayer, dat Amazon in 2022 heeft overgenomen.
De film sloot het South by Southwest- festival af op 18 maart 2023.
Amazon gaf $ 7 miljoen uit aan een advertentie die werd uitgezonden tijdens Super Bowl LVII.

## Ontvangst

### Inkomsten
In de Verenigde Staten en Canada komt Air uit samen met The Super Mario Bros. Movie, en hij zal tijdens het vijfdaagse openingsweekend naar verwachting $ 16-18 miljoen bruto opleveren in 3.500 zalen.

### Recensies
Op de recensie-website Rotten Tomatoes is 99% van de recensies van 70 critici positief, met een gemiddelde beoordeling van 8,10/10. De consensus van de website luidt: "Air is een op feiten gebaseerd drama dat niemand zal teleurstellen. Air probeert gebeurtenissen te dramatiseren die de sportwereld voor altijd hebben veranderd - en bereikt zijn doel." Metacritic, dat een gewogen gemiddelde gebruikt, kende de film een score toe van 82 op 100, gebaseerd op 16 critici, wat duidt op "universele bijval".

## Trivia
- Viola Davis en Julius Tennon, die de ouders van Michael Jordan spelen, zijn ook in het echte leven getrouwd met mekaar.

## Prijzen en nominaties
De belangrijkste:
| Jaar | Prijs                 | Categorie                                     | Genomineerde(n)                 | Uitslag     |
| ---- | --------------------- | --------------------------------------------- | ------------------------------- | ----------- |
| 2024 | Golden Globes         | Beste film – musical of komedie               | Beste film – musical of komedie | Genomineerd |
| 2024 | Golden Globes         | Beste acteur in een film – musical of komedie | Matt Damon                      | Genomineerd |
| 2024 | Critics Choice Awards | Beste acteerensemble                          | Beste acteerensemble            | Genomineerd |
| 2024 | Critics Choice Awards | Beste originele scenario                      | Alex Convery                    | Genomineerd |
| 2024 | Critics Choice Awards | Beste montage                                 | William Goldenberg              | Genomineerd |